# Список соборов Латвии

## Латвийская Евангелическо-Лютеранская Церковь
| Собор                | Изображение | Диоцез                | Локализация | Дата | Стиль     | Комментарий |
| -------------------- | ----------- | --------------------- | ----------- | ---- | --------- | ----------- |
| Домский собор        |             | Рижский архидиоцез    | Рига        | 1270 | готика    |             |
| Собор Мартина Лютера |             | Даугавпилсский диоцез | Даугавпилс  | 1893 | неоготика |             |
| Собор Святой Троицы  |             | Лиепайский диоцез     | Лиепая      |      |           |             |

## Русская Православная Церковь
| Собор                                   | Изображение | Епархия                | Локализация | Даты строительства | Стиль                     | Комментарий                          |
| --------------------------------------- | ----------- | ---------------------- | ----------- | ------------------ | ------------------------- | ------------------------------------ |
| Христорождественский кафедральный собор |             | Рижская епархия        | Рига        | 1877—1884          | Неовизантийский стиль     |                                      |
| Свято-Троицкий собор                    |             | Рижская епархия        | Рига        | 1902—1907          | Русско-византийский стиль |                                      |
| Борисоглебский кафедральный собор       |             | Даугавпилсская епархия | Даугавпилс  | 1904—1905          | Русский стиль             |                                      |
| Свято-Никольский морской собор          |             | Рижская епархия        | Лиепая      | 1900—1903          | Русский стиль             |                                      |
| Собор Симеона и Анны                    |             | Рижская епархия        | Елгава      | 1890—1892          |                           | восстановлен из развалин в 1993—2003 |

## Римско-Католическая Церковь
| Собор                          | Изображение | Диоцез                       | Локализация | Дата      | Стиль     | Комментарий                                 |
| ------------------------------ | ----------- | ---------------------------- | ----------- | --------- | --------- | ------------------------------------------- |
| Собор Святого Иакова           |             | Рижский архидиоцез           | Рига        | XV век    | Готика    |                                             |
| Собор Пресвятой Девы Марии     |             | Елгавский диоцез             | Елгава      | 1906      | Неоготика |                                             |
| Собор Святого Иосифа           |             | Лиепайский диоцез            | Лиепая      |           |           |                                             |
| Собор Святейшего Сердца Иисуса |             | Резекненско-Аглонский диоцез | Резекне     |           |           |                                             |
| Церковь Святого Людовика       |             |                              | Краслава    | 1755—1767 | Барокко   | планировался как кафедральный собор Ливонии |